# Piotr Pavlenko
Pour les articles homonymes, voir Pavlenko.
Piotr Andreïevitch Pavlenko (russe : Пётр Андреевич Павленко), né le 11 juillet 1899 à Saint-Pétersbourg (Empire russe) et mort le 16 juin 1951 à Moscou (Union soviétique), est un écrivain et scénariste soviétique, qui a été aussi correspondant de guerre.

## Biographie
Piotr Pavlenko devient membre du parti communiste (PCUS) en 1920.

## Filmographie partielle

### Au cinéma (scénariste)
- 1938 : Alexandre Nevski de  Sergueï Eisenstein (co-scénariste avec Sergueï Eisenstein)
- 1946 : Pitsi
- 1950 : La Chute de Berlin de Mikhaïl Tchiaoureli

## Œuvres
- Le Soleil dans la steppe, 1949
- Une voix sur la route, 1953

## Récompenses et distinctions
- prix Staline (1941), pour le scénario du film Alexandre Nevski
- prix Staline (1947), pour le scénario du film Serment (1946)
- prix Staline (1948), pour le roman Le Bonheur (1947)
- prix Staline (1950), pour le scénario du film La Chute de Berlin (1949)
- ordre de Lénine (1939)
- ordre du Drapeau rouge (1943)
- ordre de l'Étoile rouge (1940), pour la guerre d'Hiver
- médaille pour la Défense de Moscou